# Associação Desportiva Arsenal
A Associação Desportiva Arsenal (ou apenas Arsenal) é um clube poliesportivo brasileiro que tem como modalidades esportivas principais o futebol e o futsal, sediado na cidade de Iranduba, no estado do Amazonas. O clube é multicolor, tendo em seu escudo o verde, o branco, o laranja, o marrom, o roxo e o vermelho. Foi fundado no dia 3 de janeiro de 2012.

## Futebol Feminino
Disputou pela primeira vez um campeonato oficial em 2016, no Amazonense daquele ano.

## Futsal
No futsal o clube tem destaque nas categorias de base no naipe feminino.

## Símbolos

### Escudo
O escudo do clube é similar ao do Arsenal Football Club, porém mais colorido, com a adição das cores oficiais do clube. Esse escudo foi adotado em 2016 e antes disso era utilizado o escudo do clube homônimo inglês.

### Uniforme
O uniforme principal é vermelho e o segundo é azul.

### Rivalidades
O clube divide a casa, Iranduba, com o Iranduba da Amazônia, porém disputou o primeiro "clássico" no futebol com o mesmo apenas em 2016.

## Mascote
o mascote do clube é um dragão vermelho.

## Títulos

### Campeão
Campeonato Amazonense de Futsal sub 17 Feminino - 2016,2018

### Campanhas de Destaques
Campeonato Amazonense de Futsal  Feminino - 2017 (vice-campeão)
Campeonato Amazonense de Futsal  sub 15 masculino - 2019 (vice-campeão)